# Lotus Eletre
Lotus Eletre (Type 132) («Ель-Етра») — кросовер британської компанії Lotus, оснащений електричним двигуном. Він був представлений 29 березня 2022 року як перший серійний позашляховик компанії та її перший автомобіль, вироблений в Китаї.

## Опис

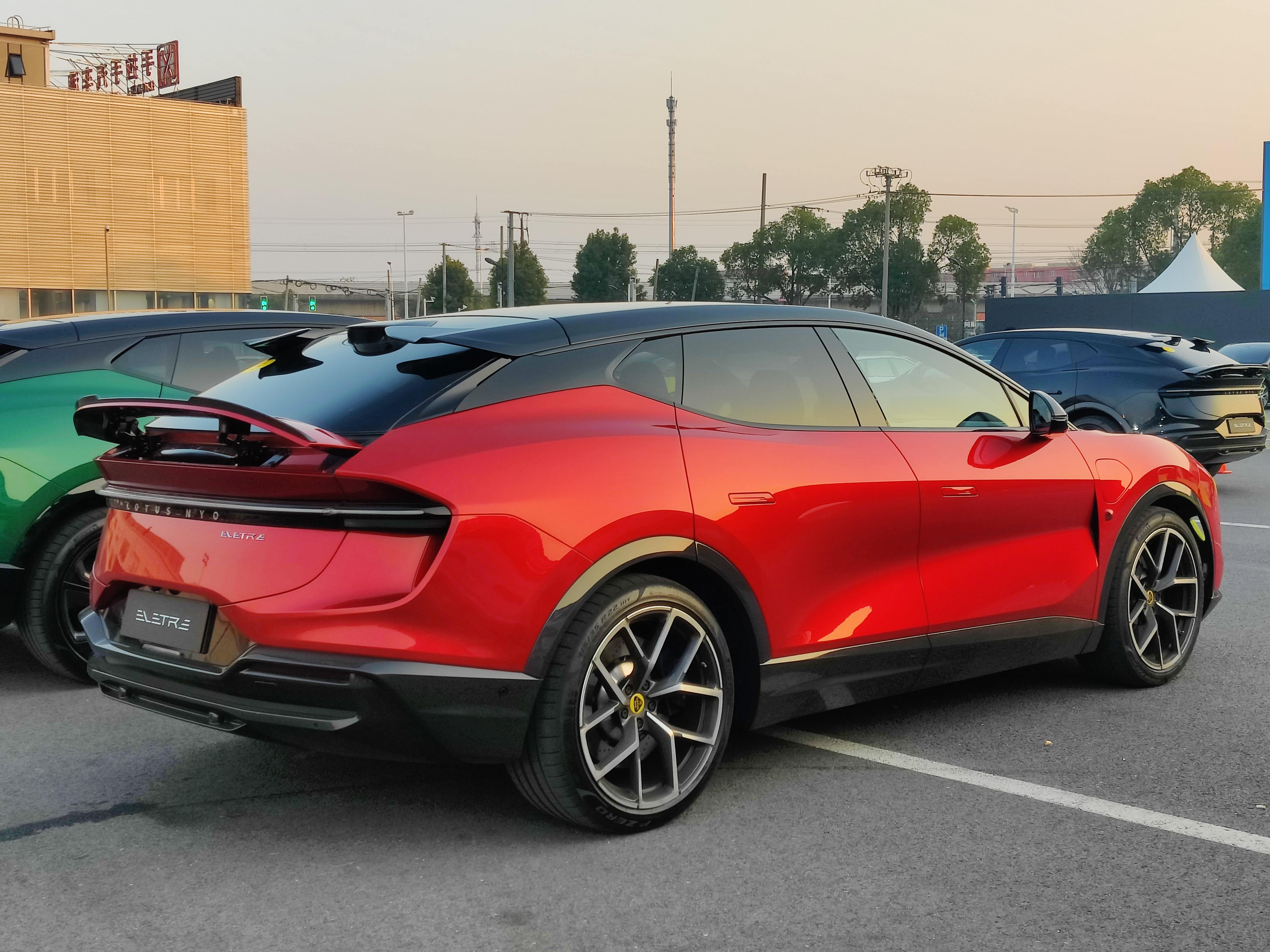

Комплектація Lotus Eletre буде пропонуватися з батареями місткістю від 92 до 120 кВт·год з потужністю від 600 до 905 к. с. Деякі моделі мають час розгону від 0 до 100 км/год (0—62 миль/год) менше трьох секунд. Цільова максимальна дальність їзди автомобіля WLTP становить 600 км (370 миль), а коли настане час дозаправитися, надшвидкісна зарядка заряджає 400 км (250 миль) енергії всього за 20 хвилин.

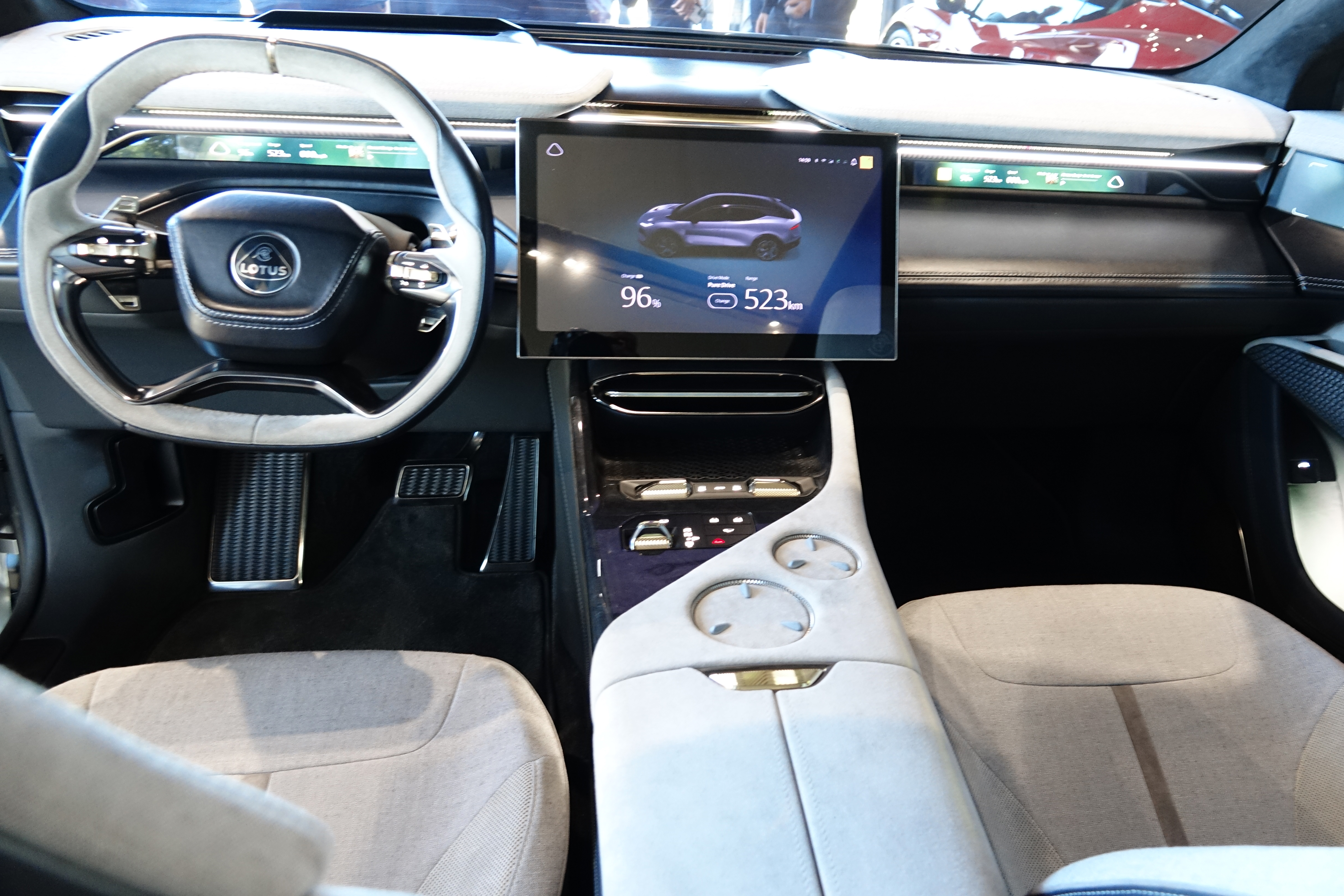

В основу лягла нова модульна платформа Electric Premium Architecture (EPA) для майбутніх електричних моделей C-сегменту та E-сегменту компанії. Після Type 132 планується випуск ще двох позашляховиків і спорткара.

## Модифікації
- Eletre 1 електродвигун 603 к.с. 710 Нм батарея 112 кВт·год максимальна дальність їзди по циклу WLTP 600 км
- Eletre S 1 електродвигун 603 к.с. 710 Нм батарея 112 кВт·год максимальна дальність їзди по циклу WLTP 600 км
- Eletre R 2 електродвигуни 905 к.с. 985 Нм батарея 112 кВт·год максимальна дальність їзди по циклу WLTP 490 км